# ÖBB 2143
De ÖBB 2143 is een serie dieselhydraulische locomotieven voor het personenvervoer en voor het goederenvervoer van de Österreichische Bundesbahnen (ÖBB).

## Geschiedenis
Deze locomotieven werden ontwikkeld en gebouwd voor de universele inzet in het personenvervoer en het goederenvervoer op niet geëlektrificeerde trajecten door Simmering-Graz-Pauker (SGP) uit Graz. De twaalfcilinderviertaktdieselmotor werd eveneens ontwikkeld en gebouwd door Simmering-Graz-Pauker (SGP) uit Graz.
Met de komst van de serie 2016 Hercules genaamd werd een deel van deze serie locomotieven buiten dienst gesteld.

## Constructie en techniek
De locomotief heeft een stalen frame. De draaistellen met ieder twee assen zijn met aandrijfassen aan de versnellingsbak verbonden. Voor treinverwarming zijn deze locomotieven voorzien van een generator.
De locomotieven 2143 034 t/m 2143 064 werden in de periode tussen 1972 en 1974 voorzien van stuurstroomleidingen voor duw-/trektreinverkeer.

## Foto's

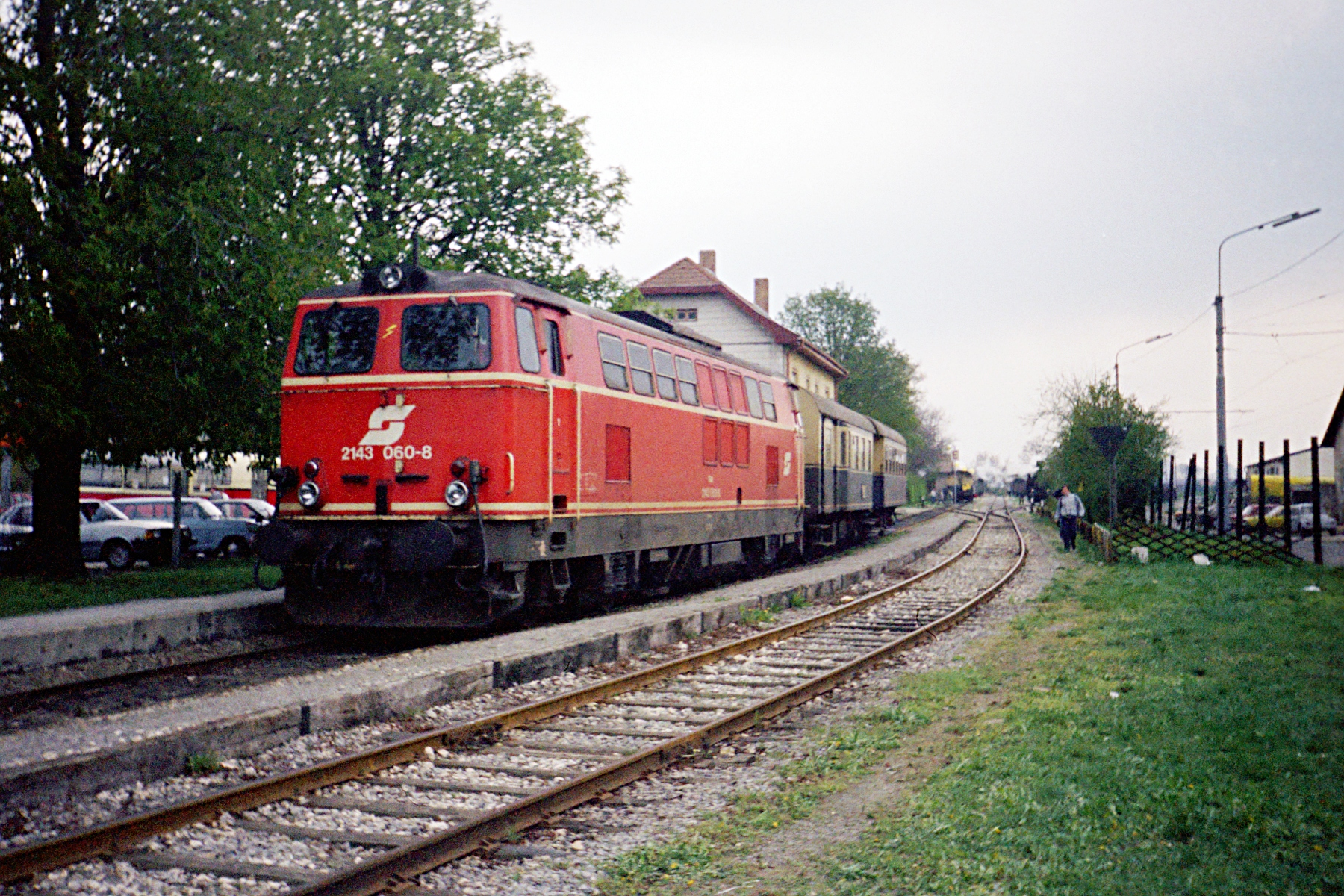
2143 in de kleuren van de jaren 1980 in Bahnhof Stammersdorf
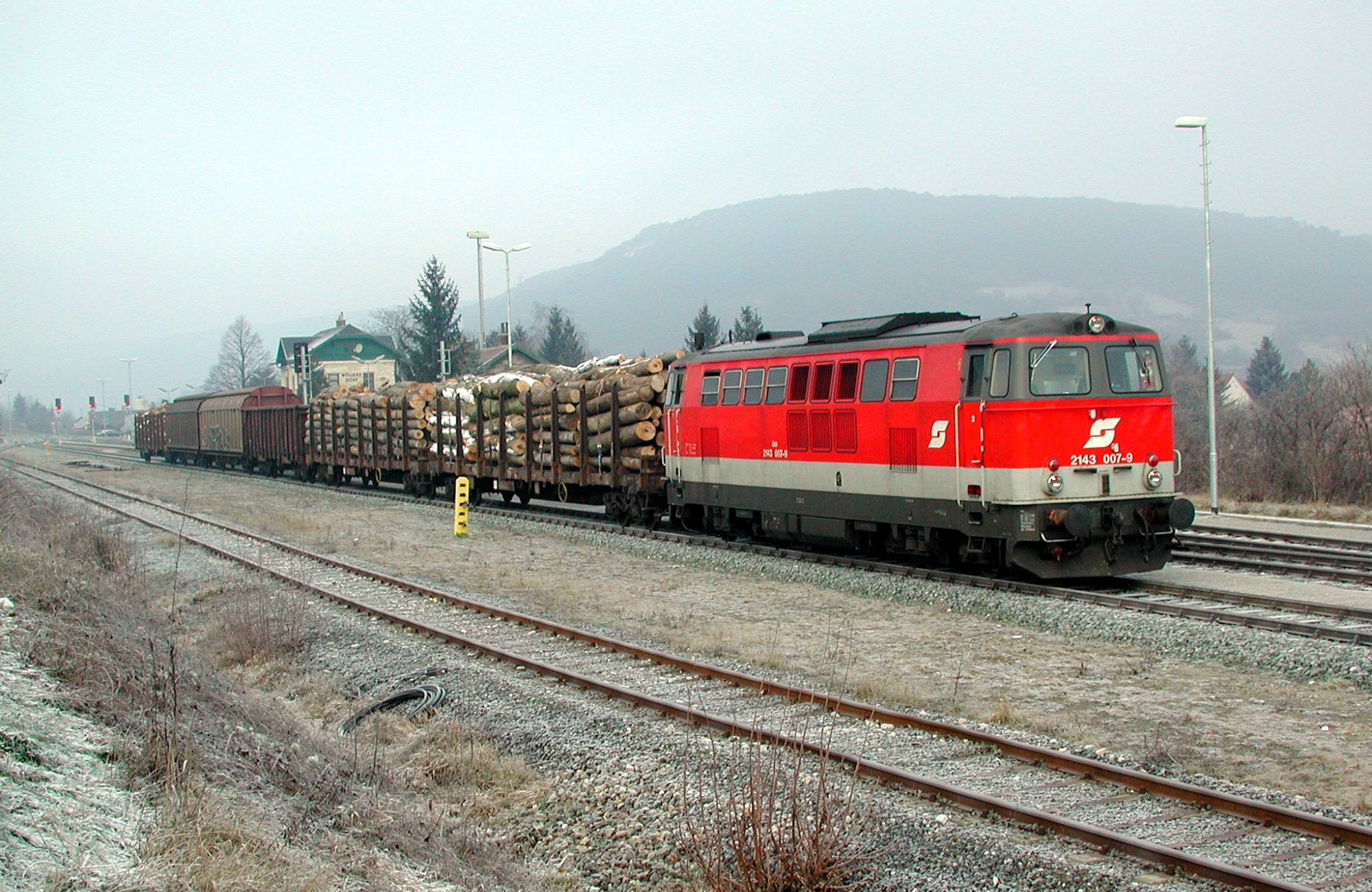
2143 met goederentrein in Wöllersdorf aan de Gutensteinerbahn
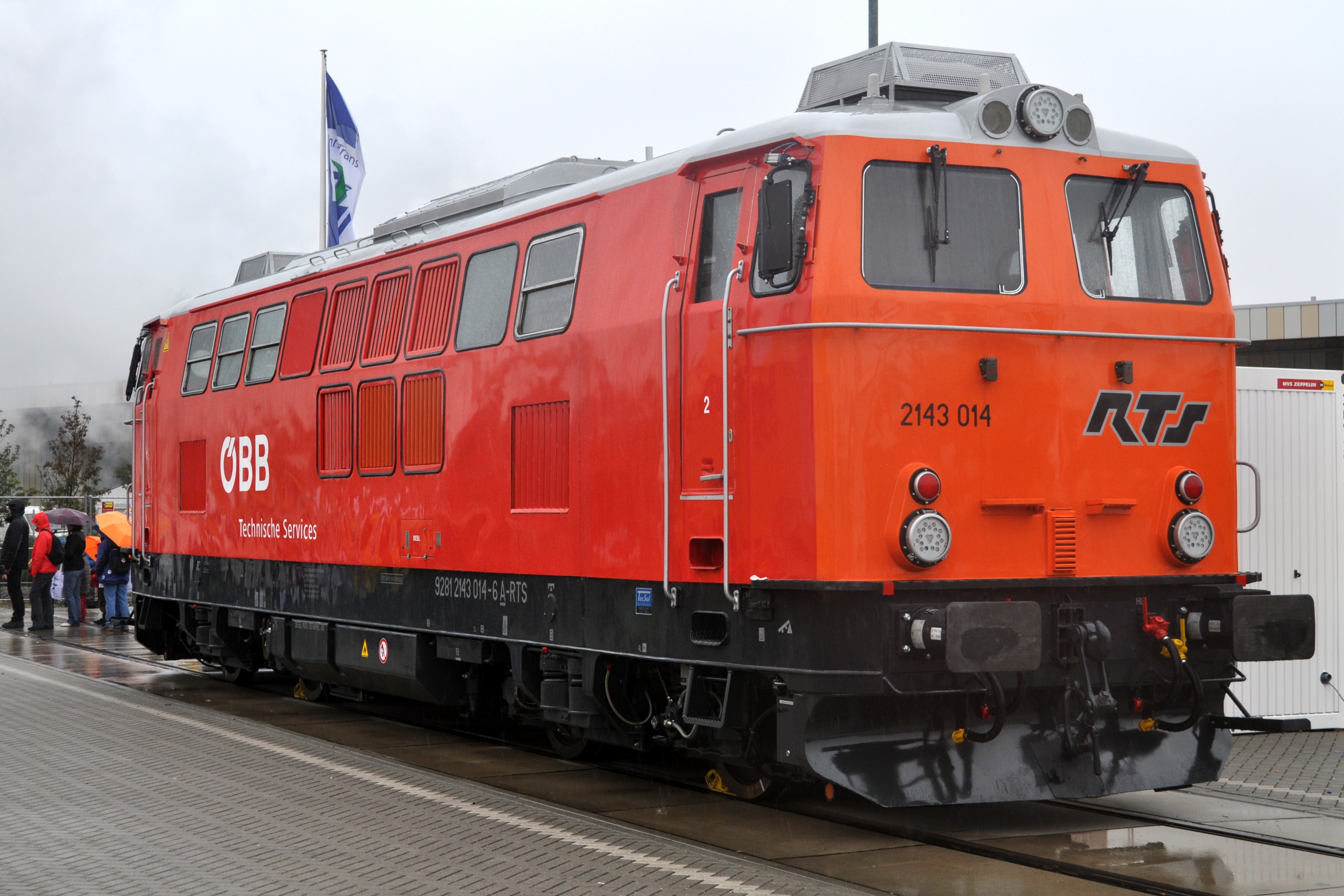
RTS 2143 016-6 tijdens InnoTrans 2010

Vroeger bekend als Bundesbahnen Österreichs (BBÖ)